# 双花木
双花木（学名：Disanthus cercidifolius）为金缕梅科双花木属下的一个种。分布于日本南部山地。

## 变种
长柄双花木变种（D. cercidifolius var. longipes），分布于中国江西省东部及湖南省的常宁及道县，以及湘粤交界处，生长于海拔1600米以上的山峰。